# والتر باده
ویلهِلم هاینریش والتر باده (به آلمانی: Wilhelm Heinrich Walter Baade؛ ‎ ۲۴ مارس ۱۸۹۳ – ۲۵ ژوئن ۱۹۶۰) یک اخترشناس آلمانی بود که از ۱۹۳۱ تا ۱۹۵۹ در ایالات متحدهٔ آمریکا کار کرده بود.

## زندگی‌نامه
پس از دریافت دکترای خود را در سال ۱۹۱۹، Baade در رصدخانه هامبورگ در Bergedorf از ۱۹۱۹ تا ۱۹۳۱ کار کرده‌است. در سال ۱۹۲۰ او 944 Hidalgo کشف کرد، که اولین کلاس سیاره‌های جزئی است که در حال حاضر به نام سنتاورها که از مدار سیارات غولپیکر عبور می‌کند.
او در سال ۱۹۳۱ تا ۱۹۵۸ در رصدخانه کوه ویلسون کار کرده‌است. در طی جنگ جهانی دوم، او از شرایط خاموشی جنگی (که آلودگی نور را کاهش داد) برای اولین بار از ستاره‌ها در مرکز کهکشان آندرومدا استفاده کرد. این مشاهدات او را به تعریف «جمعیت» برای ستارگان (جمعیت I و جمعیت II) تعمیم داد. مشاهدات مشابه به او نشان داد که دو نوع ستاره متغیر Cepheid وجود دارد. با استفاده از این کشف، او اندازه جهان شناخته شده را محاسبه کرد، که محاسبه قبلی را که توسط هابل در سال ۱۹۲۹ انجام شد، دو برابر می‌شود. او این یافته را به زحمت بسیار زیاد در جلسه ۱۹۵۲ اتحادیه بین‌المللی نجوم در رم اعلام کرد.
همراه با فریتز زوکی، او ابرنواخترها را به عنوان یک رده جدید از اشیاء نجومی شناسایی کرد. Zwicky و او همچنین پیشنهاد وجود ستاره‌های نوترونی را پیشنهاد دادند و پیشنهاد کردند که ابرنواخترها می‌توانند ستاره‌های نوترونی ایجاد کنند.
او در ابتدای سال ۱۹۵۲ و رودولف مینکوفسکی از همتایان نوری منابع مختلف رادیویی از جمله Cygnus A. شناسایی کرد. او ۱۰ سیارک را شناسایی کرد، از جمله ۹۴۴ هیدالگو (دوره مداری طولانی) و سیارک ۱۵۸۶ ایکاروس کلاس آپولو (که اطراف آن نزدیکتر از آن است از جیوه) و سیارک آمور 1036 Ganymed.

## افتخارات
| 930 Westphalia | ۱۰ مارس ۱۹۲۰   |
| 934 Thüringia  | ۱۵ اوت ۱۹۲۰    |
| 944 Hidalgo    | ۳۱ اکتبر ۱۹۲۰  |
| 966 Muschi     | ۹ نوامبر ۱۹۲۱  |
| 967 Helionape  | ۹ نوامبر ۱۹۲۱  |
| 1036 Ganymed   | ۲۳ اکتبر ۱۹۲۴  |
| 1103 Sequoia   | ۹ نوامبر ۱۹۲۸  |
| 1566 Icarus    | ۲۷ ژوئن ۱۹۴۹   |
| 5656 Oldfield  | ۸ اکتبر ۱۹۲۰   |
| 7448 Pöllath   | ۱۴ ژانویه ۱۹۴۸ |

Awards
- عضویت در خارج از کشور آکادمی هنر و علوم سلطنتی هلند (1953)[۲]
- مدال طلا از انجمن سلطنتی نجوم (۱۹۵۴)
- مدال بروس(۱۹۵۵)
- هنری نوریس راسل، سخنرانی انجمن جامعه نجومی آمریکا (۱۹۵۸)

نام او بعد از او
- سیارک 1501 Baade
- Baade دهانه در ماه
- Vallis Baade، والیس (دره) در ماه
- یکی از دو تلسکوپ ماژلان
- سیارک 966 Muschi، پس از نام مستعار همسرش

## بیشتر خواندن
- Osterbrock, Donald E (2001-11-01). Walter Baade: A Life in Astrophysics. ISBN 0-691-04936-X.
- Dieke, Sally H. (1970). "Baade, Wilhelm Heinrich Walter". Dictionary of Scientific Biography. Vol. 1. New York: Charles Scribner's Sons. pp. 352–354. ISBN 0-684-10114-9.

### عقاید
- AN 285 (1960) 286 (one sentence, in German)
- JRASC 55 (1961) 113
- MitAG 14 (1961) 5
- Obs 80 (1960) 166 (one sentence)
- PASP 72 (1960) 434 (one paragraph)
- QJRAS 2 (1961) 118